# Morvilliers, Aube
Morvilliers är en kommun i departementet Aube i regionen Grand Est (tidigare regionen Champagne-Ardenne) i nordöstra Frankrike. Kommunen ligger  i kantonen Soulaines-Dhuys som ligger i arrondissementet Bar-sur-Aube. År 2022 hade Morvilliers 270 invånare.

## Befolkningsutveckling
Antalet invånare i kommunen Morvilliers
Referens: INSEE